# Уинн, Китти
Кэ́трин Та́ппер «Ки́тти» Уи́нн (англ. Katherine Tupper «Kitty» Winn; 21 февраля 1944, Вашингтон, США) — американская актриса.

## Биография
Кэтрин Таппер Уинн (настоящее имя Китти) родилась 21 февраля 1944 года в Вашингтоне (США) в семье армейского офицера Джеймса Джея Уинна и его жены Молли Браун. Большую часть своего детства Китти путешествовала, в том числе по США, Англии, ГДР, Китаю, Индии и Японии.
Китти окончила «Centenary Junior College» и Бостонский университет в 1966 году. К окончанию учёбы Уинн сыграла в 11-ти спектаклях.

## Карьера
В 1969 году Китти дебютировала в Бродвейском театре с ролью Ирины в пьесе «Три сестры», которая стала её 20-й театральной работой; на момент окончания театральной деятельности в 2011 году она сыграла в 31 спектакле. В 1970 году Уинн дебютировала в кино с ролью Сары Даннинг в фильме «Дом, который не умрёт». Следующей её ролью стала Хелен Ривз в фильме «Паника в Нидл-Парке», за которую она получила премию Каннского кинофестиваля 1971. Всего к окончанию своей кинокарьеры в 1984 году она сыграла в 20-ти фильмах и телесериалах, включая роль Шэрон Спенсер в фильмах «Изгоняющий дьявола» (1973) и «Изгоняющий дьявола 2» (1977).

## Личная жизнь
С 1978 года Китти замужем за Мортоном Уинстоном. У супругов есть ребёнок.

## Избранная фильмография
| Год  |    | Русское название      | Оригинальное название        | Роль              |
| ---- | -- | --------------------- | ---------------------------- | ----------------- |
| 1970 | тф | Дом, который не умрёт | The House That Would Not Die | Сара Даннинг      |
| 1970 | ф  | Паника в Нидл-Парке   | The Panic in Needle Park     | Хелен Ривз        |
| 1973 | ф  | Изгоняющий дьявола    | The Exorcist                 | Шэрон Спенсер     |
| 1976 | ф  | Соглядатай            | Peeper                       | Миэнн Прендергаст |
| 1977 | ф  | Изгоняющий дьявола 2  | Exorcist II: The Heretic     | Шэрон Спенсер     |